# Carlos VII Sverkersson
Carlos Sverkersson o Carlos VII de Suecia (? - isla Visingsö, 12 de abril de 1167). Rey de Suecia de 1161 hasta su muerte. Era hijo del rey Sverker I de Suecia y de la primera esposa de este, Ulvhild Håkonsdatter.

## Biografía
Cuando su padre Sverker I fue asesinado en 1155 (o 1156), Carlos le sucedió inmediatamente como soberano de Östergötland, pero no pudo sucederlo en el trono, pues Erico el Santo fue elegido para tal fin. Tras la muerte de Erik el Santo, el poder real fue usurpado por el príncipe danés Magnus Henriksen, con el que Carlos se enfrentó militarmente para defender su propio derecho al trono. En la batalla de Örebro, en 1161, Carlos venció a Magnus, tras lo cual pudo ganar la elección para ser soberano de toda Suecia y se proclamó rey de los suecos y de los ostrogothones.
Durante el gobierno de Carlos se proclamó el primer arzobispado en Suecia. Asimismo, el rey favoreció con donaciones a los conventos de Alvastra, Vreta y Nydala. El primer documento escrito conservado en Suecia data de tiempos del rey Carlos VII.
Su reinado se caracterizaría por el enfrentamiento con la familia de Erik el Santo, que ambicionaba el poder. Este enfrentamiento conduciría a la muerte del propio Carlos, quien fue asesinado en la isla de Visingsö, en el Lago Vättern, por Canuto, el hijo de Erik, el 12 de abril de 1167.

## ¿Carlos VII o Carlos I?
En la Edad Media, los reyes de Suecia eran conocidos por su nombre de pila y su patronímico, de modo que el rey Carlos fue conocido simplemente como Karl Sverkersson ("Carlos hijo de Sverker). Las crónicas medievales de Ericus Olai, Olaus Petri y Laurentius Petri Gothus no mencionan ningún rey sueco de nombre Carlos anterior a Carlos Sverkersson. Sin embargo, Johannes Magnus en su libro "Historia de todos los reyes de los godos y los suiones", publicada en 1554, inventó seis reyes anteriores con el nombre de Carlos. El rey Carlos IX (1550-1611), que dio crédito a la obra, fue el primero en nombrarse de acuerdo a esa numeración y por ello Carlos Sverkersson fue conocido desde entonces como Carlos VII.

## Familia
Casó en 1163 con la danesa Cristina Stigsdatter Hvide, nieta de San Canuto Lavard.
Se sabe que tuvo un hijo, heredero de la dinastía:
1. Sverker II Karlsson (1164 - 1210). Rey de Suecia[2]